# Населення Таїланду
Населення Таїланду. Чисельність населення країни 2015 року становила 67,976 млн осіб (21-ше місце у світі). Чисельність тайців стабільно збільшується, народжуваність 2015 року становила 11,19 ‰ (176-те місце у світі), смертність — 7,8 ‰ (104-те місце у світі), природний приріст — 0,34 % (168-ме місце у світі) . 

## Природний рух

### Відтворення
Народжуваність у Таїланді, станом на 2015 рік, дорівнює 11,19 ‰ (176-те місце у світі). Коефіцієнт потенційної народжуваності 2015 року становив 1,51 дитини на одну жінку (194-те місце у світі). Рівень застосування контрацепції 79,3 % (станом на 2012 рік). Середній вік матері при народженні першої дитини становив 23,3 року (оцінка на 2009 рік).
Смертність у Таїланді 2015 року становила 7,8 ‰ (104-те місце у світі).
Природний приріст населення в країні 2015 року становив 0,34 % (168-ме місце у світі).

### Вікова структура

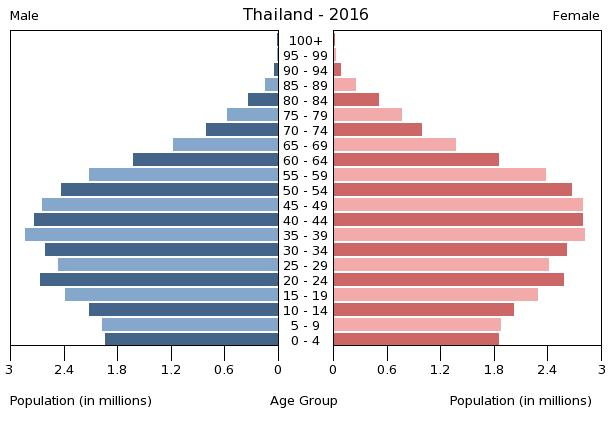
Віково-статева піраміда населення Таїланду, 2016 рік

Середній вік населення Таїланду становить 37,2 року (67-ме місце у світі): для чоловіків — 36,2, для жінок — 38,2 року. Очікувана середня тривалість життя 2015 року становила 74,43 року (118-те місце у світі), для чоловіків — 71,24 року, для жінок — 77,78 року.
Вікова структура населення Таїланду, станом на 2015 рік, мала такий вигляд:
- діти віком до 14 років — 17,41 % (6 062 868 чоловіків, 5 774 631 жінка);
- молодь віком 15—24 роки — 14,78 % (5 119 387 чоловіків, 4 927 250 жінок);
- дорослі віком 25—54 роки — 46,69 % (15 675 425 чоловіків, 16 061 864 жінки);
- особи передпохилого віку (55—64 роки) — 11,26 % (3 600 695 чоловіків, 4 053 977 жінок);
- особи похилого віку (65 років і старіші) — 9,86 % (2 935 703 чоловіки, 3 764 605 жінок)[1].

### Шлюбність— розлучуваність
Коефіцієнт шлюбності, тобто кількість шлюбів на 1 тис. осіб за календарний рік, дорівнює 5,5; коефіцієнт розлучуваності — 1,4; індекс розлучуваності, тобто відношення шлюбів до розлучень за календарний рік — 25 (дані за 2005 рік). Середній вік, коли чоловіки беруть перший шлюб, дорівнює 24,4 року, жінки — 21,0 року, загалом — 22,7 року (дані за 2010 рік).

## Розселення
Густота населення країни 2015 року становила 133 особи/км² (90-те місце у світі).

### Урбанізація
Таїланд високоурбанізована країна. Рівень урбанізованості становить 50,4 % населення країни (станом на 2015 рік), темпи зростання частки міського населення — 2,97 % (оцінка тренду за 2010—2015 роки).
Головні міста держави: Бангкок (столиця) — 9,27 млн осіб, агломерація провінції Самутпракан — 1,814 млн осіб (дані за 2015 рік).

### Міграції
Річний рівень еміграції 2015 року становив 0 ‰ (81-ше місце у світі). Цей показник не враховує різниці між законними і незаконними мігрантами, між біженцями, трудовими мігрантами та іншими.

#### Біженці й вимушені переселенці
Станом на 2015 рік, у країні постійно перебуває 106,37 тис. біженців з М'янми. У той самий час у країні, станом на 2015 рік, налічується 35,0 тис. внутрішньо переміщених осіб через етнічні конфлікти з 2004 року.
У країні мешкає 443,86 тис. осіб без громадянства. Майже половина гірських племен на півночі країни не мають громадянства. Більшість з них просто не мають документальних доказів того, що їхні батьки народилися в Таїланді. Особами без громадянства визнані також морські кочові рибалки чао-лей, мусульмани узбереж рогін'я. Ці народи зазнають утисків від влади й виключені з громадського життя країни. За період 2013—2016 років лише 18 тис. осіб без громадянства натуралізовано.
Таїланд є членом Міжнародної організації з міграції (IOM).

## Расово-етнічний склад

Карта розселення народів і народностей

| Етнічний склад (2014 рік) | Етнічний склад (2014 рік) | Етнічний склад (2014 рік) | Етнічний склад (2014 рік) | Етнічний склад (2014 рік) |
| ------------------------- | ------------------------- | ------------------------- | ------------------------- | ------------------------- |
| Етнос:                    |                           |                           | Відсоток:                 |                           |
| тайці                     | тайці                     |                           | 95.9%                     | 95.9%                     |
| бірманці                  | бірманці                  |                           | 2%                        | 2%                        |
| інші                      | інші                      |                           | 2.1%                      | 2.1%                      |

Головні етноси країни: тайці — 95,9 %, бірманці — 2 %, інші — 2,1 % населення (оціночні дані за 2010 рік).
- Карта розселення народів і народностей (англ.)

## Мови
| Мови Таїланду (2012 рік) | Мови Таїланду (2012 рік) | Мови Таїланду (2012 рік) | Мови Таїланду (2012 рік) | Мови Таїланду (2012 рік) |
| ------------------------ | ------------------------ | ------------------------ | ------------------------ | ------------------------ |
| Мова:                    |                          |                          | Відсоток:                |                          |
| тайська                  | тайська                  |                          | 90.7%                    | 90.7%                    |
| бірманська               | бірманська               |                          | 1.3%                     | 1.3%                     |
| інші                     | інші                     |                          | 8%                       | 8%                       |

Офіційна мова: тайська — розмовляє 90,7 % населення країни. Інші поширені мови: англійська (друга розмовна мова вищих верств населення), бірманська — 1,3 %, інші мови — 8 % (оцінка 2010 року).

## Релігії
| Релігії в Таїланді (2009 рік) | Релігії в Таїланді (2009 рік) | Релігії в Таїланді (2009 рік) | Релігії в Таїланді (2009 рік) | Релігії в Таїланді (2009 рік) |
| ----------------------------- | ----------------------------- | ----------------------------- | ----------------------------- | ----------------------------- |
| Віросповідання:               |                               |                               | Відсоток:                     |                               |
| буддисти                      | буддисти                      |                               | 93.6%                         | 93.6%                         |
| мусульмани                    | мусульмани                    |                               | 4.9%                          | 4.9%                          |
| християни                     | християни                     |                               | 1.2%                          | 1.2%                          |
| інші                          | інші                          |                               | 0.2%                          | 0.2%                          |
| атеїсти                       | атеїсти                       |                               | 0.1%                          | 0.1%                          |

Головні релігії й вірування, які сповідує, і конфесії та церковні організації, до яких відносить себе населення країни: буддизм (державна релігія) — 93,6 %, іслам — 4,9 %, християнство — 1,2 %, інші — 0,2 %, не сповідують жодної — 0,1 % (станом на 2010 рік).

## Освіта
Рівень письменності 2015 року становив 96,7 % дорослого населення (віком від 15 років): 96,6 % — серед чоловіків, 96,7 % — серед жінок.
Державні витрати на освіту становлять 4,1 % ВВП країни, станом на 2013 рік (47-ме місце у світі). Середня тривалість освіти становить 14 років, для хлопців — до 13 років, для дівчат — до 14 років (станом на 2013 рік).

## Охорона здоров'я
Забезпеченість лікарями в країні на рівні 0,39 лікаря на 1000 мешканців (станом на 2010 рік). Забезпеченість лікарняними ліжками в стаціонарах — 2,1 ліжка на 1000 мешканців (станом на 2010 рік). Загальні витрати на охорону здоров'я 2014 року становили 6,5 % ВВП країни (163-тє місце у світі).
Смертність немовлят до 1 року, станом на 2015 рік, становила 9,63 ‰ (141-ше місце у світі); хлопчиків — 10,59 ‰, дівчаток — 8,62 ‰. Рівень материнської смертності 2015 року становив 20 випадків на 100 тис. народжень (110-те місце у світі).
Таїланд входить до складу ряду міжнародних організацій: Міжнародного руху (ICRM) і Міжнародної федерації товариств Червоного Хреста і Червоного Півмісяця (IFRCS), Дитячого фонду ООН (UNISEF), Всесвітньої організації охорони здоров'я (WHO).

### Захворювання
Потенційний рівень зараження інфекційними хворобами в країні дуже високий. Найпоширеніші інфекційні захворювання: діарея, гарячка денге, японський енцефаліт, малярія (станом на 2016 рік).
2014 року зареєстровано 445,6 тис. хворих на СНІД (18-те місце у світі), це 1,13 % населення в репродуктивному віці 15—49 років (42-ге місце у світі). Смертність 2014 року від цієї хвороби становила 19,4 тис. осіб (15-те місце у світі).
Частка дорослого населення з високим індексом маси тіла 2014 року становила 9,2 % (135-те місце у світі); частка дітей віком до 5 років зі зниженою масою тіла становила 9,2 % (оцінка на 2012 рік). Ця статистика показує як власне стан харчування, так і наявну/гіпотетичну поширеність різних захворювань.

### Санітарія
Доступ до облаштованих джерел питної води 2015 року мало 97,6 % населення в містах і 98 % у сільській місцевості; загалом 97,8 % населення країни. Відсоток забезпеченості населення доступом до облаштованого водовідведення (каналізація, септик): у містах — 89,9 %, в сільській місцевості — 96,1 %, загалом по країні — 93 % (станом на 2015 рік). Споживання прісної води, станом на 2007 рік, дорівнює 57,31 км³ на рік, або 845,3 тонни на одного мешканця на рік: з яких 5 % припадає на побутові, 5 % — на промислові, 90 % — на сільськогосподарські потреби.

## Соціально-економічне становище
Співвідношення осіб, що в економічному плані залежать від інших, до осіб працездатного віку (15—64 роки) загалом становить 39,2 % (станом на 2015 рік): частка дітей — 24,7 %; частка осіб похилого віку — 14,6 %, або 6,9 потенційно працездатного на 1 пенсіонера. Загалом ці показники характеризують рівень потреби державної допомоги в секторах освіти, охорони здоров'я та пенсійного забезпечення, відповідно. За межею бідності 2012 року перебувало 12,6 % населення країни. Розподіл доходів домогосподарств у країні має такий вигляд: нижній дециль — 2,8 %, верхній дециль — 31,5 % (станом на 2009 рік).
Станом на 2013 рік у країні 700 тис. осіб не мали доступу до електромереж; 99 % населення має доступ, у містах цей показник дорівнює 99,7 %, у сільській місцевості — 98,3 %. Рівень проникнення інтернет-технологій середній. Станом на липень 2015 року в країні налічувалось 26,726 млн унікальних інтернет-користувачів (30-те місце у світі), що становило 39,3 % загальної кількості населення країни.

### Трудові ресурси
Загальні трудові ресурси 2015 року становили 39,12 млн осіб (17-те місце у світі). Зайнятість економічно активного населення у господарстві країни розподіляється таким чином: аграрне, лісове і рибне господарства — 32,2 %; промисловість і будівництво — 16,7 %; сфера послуг — 51,1 % (станом на 2014 рік). 818 тис. дітей у віці від 5 до 14 років (8 % загальної кількості) 2006 року були залучені до дитячої праці. Безробіття 2015 року дорівнювало 1 % працездатного населення, 2014 року — 0,8 % (5-те місце у світі); серед молоді у віці 15—24 років ця частка становила 3,4 %, серед юнаків — 2,8 %, серед дівчат — 4,4 % (132-ге місце у світі).

## Кримінал

#### Наркотики

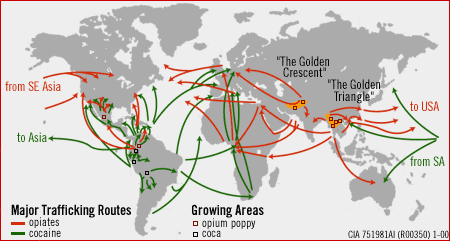
Світові маршрути наркотрафіку

Невеликий виробник опіатів, героїну, каннабісу, незначної кількості метамфетамінів; транзитна країна для наркотрафіку героїну з М'янми і Лаосу. Зусилля уряду, починаючи з 1990-х років, по знищенню плантацій наркотичних рослин дало певні плоди.

### Торгівля людьми
Згідно зі щорічною доповіддю про торгівлю людьми (англ. Trafficking in Persons Report) Управління з моніторингу та боротьби з торгівлею людьми Державного департаменту США, уряд Таїланду докладає значних зусиль у боротьбі з явищем примусової праці, сексуальної експлуатації, незаконною торгівлею внутрішніми органами, але не повною мірою, країна перебуває у списку спостереження другого рівня.

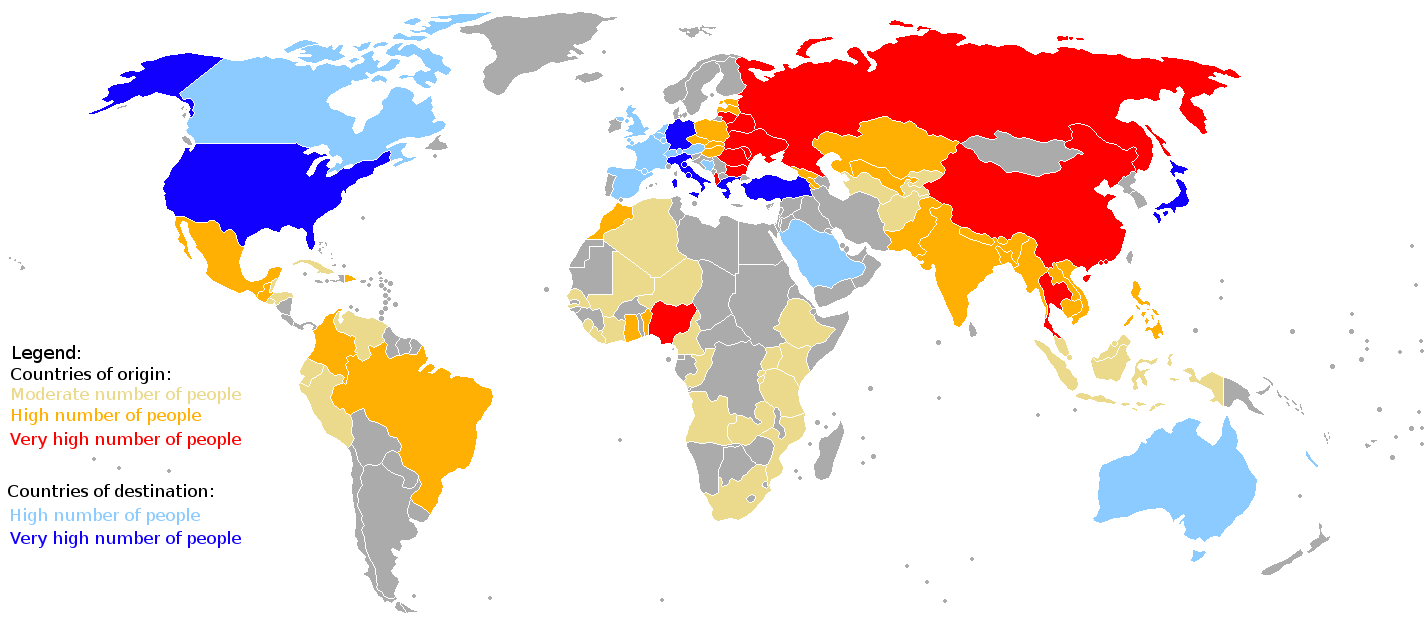
Країни-донори (червоний) і країни-реципієнти кримінальних потоків  (англ.)
Глобальна боротьба з торгівлею людьми (англ.)

## Гендерний стан
Статеве співвідношення (оцінка 2015 року):
- при народженні — 1,05 особи чоловічої статі на 1 особу жіночої;
- у віці до 14 років — 1,05 особи чоловічої статі на 1 особу жіночої;
- у віці 15—24 років — 1,04 особи чоловічої статі на 1 особу жіночої;
- у віці 25—54 років — 0,98 особи чоловічої статі на 1 особу жіночої;
- у віці 55—64 років — 0,89 особи чоловічої статі на 1 особу жіночої;
- у віці за 64 роки — 0,78 особи чоловічої статі на 1 особу жіночої;
- загалом — 0,97 особи чоловічої статі на 1 особу жіночої[1].

## Демографічні дослідження
Демографічні дослідження у країні ведуться рядом державних і наукових установ:

### Українською
- Атлас. 10—11 клас. Економічна і соціальна географія світу / упорядники :  О. Я. Скуратович, Н. І. Чанцева. — К. : ДНВП «Картографія», 2010. — ISBN 978-966-475-639-3.
- Атлас світу / голов. ред. І. С. Руденко ; зав. ред. В. В. Радченко ; відп. ред. О. В. Вакуленко. — К. : ДНВП «Картографія», 2005. — 336 с. — ISBN 9666315467.
- Безуглий В. В. Економічна і соціальна географія зарубіжних країн : Навчальний посібник. — К. : ВЦ «Академія», 2007. — 704 с. — ISBN 978-966-580-239-6.
- Безуглий В. В., Козинець С. В. Регіональна економічна і соціальна географія світу : Навчальний посібник. — видання 2-ге, доп., перероб. — К. : ВЦ «Академія», 2007. — 688 с. — ISBN 966-580-144-9.
- Головченко В. І., Кравчук О. Країнознавство: Азія, Африка, Латинська Америка, Австралія і Океанія. — К., 2006. — 335 с. — ISBN 966-8939-04-2.
- Гудзеляк І. І. Географія населення: Навчальний посібник / І. Гудзеляк. — Л. : Видавничий центр ЛНУ імені Івана Франка, 2008. — 232 с. — ISBN 978-966-613-599-8.
- Дахно І. І. Країни світу: Енциклопедичний довідник / І. І. Дахно, С. М. Тимофієв. — К. : Мапа, 2011. — 606 с. — (Бібліотека нового українця) — ISBN 978-966-8804-23-6.
- Дахно І. І. Економічна географія зарубіжних країн : навчальний посібник. — К. : Центр учбової літератури, 2014. — 319 с. — ISBN 978-611-01-0682-5.
- Джаман В. О. Регіональні системи розселення: демографічні аспекти. — Чернівці : Рута, 2003. — 392 с. — ISBN 9665685988.
- Дорошенко Л. С. Демографія: Навчальний посібник. — К. : МАУП, 2005. — 112 с. — ISBN 966-608-442-2.
- Дубович І. А. Країнознавчий словник-довідник. — 5-те вид., перероб. і доп. — К. : Знання, 2008. — 839 с. — ISBN 978-966-346-330-8.
- Економічна і соціальна географія країн світу. Навчальний посібник / За ред. Кузика С. П. — Л. : Світ, 2002. — 672 с. — ISBN 966-603-178-7.
- Загальна медична географія світу / В. О. Шевченко [та ін.] — К. : [б.в.], 1998. — 178 с.
- Ігнатьєв П. М. Країнознавство: Країни Азії. — Ч. : Книги-XXI, 2004. — 383 с. — ISBN 966-8029-53-4.
- Книш М. М., Мамчур О. І. Регіональна економічна і соціальна географія світу (Латинська Америка та Карибські країни, Африка, Азія, Океанія) : навч. посіб. — Л. : ЛНУ ім. Івана Франка, 2013. — 368 с. — ISBN 978-617-10-0007-0.
- Крисаченко В. С. Динаміка населення: Популяційні, етнічні та глобальні виміри. — К. : Видавництво Національного інституту стратегічних досліджень, 2005. — 368 с. — ISBN 966-554-083-1.
- Любіцева О. О., Мезенцев К. В., Павлов С. В. Географія релігій. — К. : АртЕК, 1999. — 504 с. — ISBN 966-505-006-0.
- Масляк П. О. Країнознавство. — К. : Знання, 2007. — 292 с. — (Вища освіта XXI століття)
- Масляк П. О., Дахно І. І. Економічна і соціальна географія світу / П. О. Масляк, І. І. Дахно ; за ред. П. О. Масляка. — К. : Вежа, 2003. — 280 с. — ISBN 966-7091-53-8.

### Російською
- (рос.) Таиланд // Демографический энциклопедический словарь / главн. ред. Валентей Д. И. — М. : Советская энциклопедия, 1985. — 608 с.
- (рос.) Таиланд // Страны и народы. Зарубежная Азия. Юго-Восточная Азия / Редкол. : П. И. Пучков (отв. ред.) и др. — М. : «Мысль», 1979. — 303 с. — (Страны и народы) — 180 тис. прим.
- (рос.) Атлас народов мира / Отв. ред. С. И. Брук и В. С. Апенченко. — М. : ГУГК ГГК СССР и Институт этнографии им. Н. Н. Миклухо-Маклая АН СССР, 1964. — 185 с. — 20 тис. прим.
- (рос.) Численность и расселение народов мира. Этнографические очерки / под ред. С. И. Брука. — М. : Издательство АН СССР, 1962. — 487 с.
- (рос.) Лаппо Г. М. География городов: Учебное пособие для географических факультетов вузов. — М. : Туманит, изд. центр ВЛАДОС, 1997. — 476 с. — ISBN 5-691-00047-0.
- (рос.) Ягельский А. География населения. — М. : Прогресс, 1980. — 383 с.